# Кутамыш (посёлок станции)
Кутамыш — посёлок станции в Пермском крае России. Входит в Чусовской городской округ.

## Географическое положение
Посёлок расположен в западной части округа в 36 километрах на юго-запад от города Чусовой на железнодородной линии Пермь-Чусовой.

## Климат
Климат умеренно континентальный. Среднегодовая температура воздуха колеблется около 0 градусов, среднемесячная температура января — −16 °C, июля — +17 °C, заморозки отмечаются в мае и сентябре. Высота снежного покрова достигает 80 см. Продолжительность залегания снежного покрова 170 дней. Продолжительность вегетационного периода 118 дней. В течение года выпадает 500—700 мм осадков.

## История
В 1929 году получил нынешнее наименование, до этого назывался разъезд № 102. Возник предположительно в конце XIX века при строительстве Горнозаводской железной дороги. 
С 2004 до 2019 гг. входил в Комарихинское сельское поселение Чусовского муниципального района.

## Население
Постоянное население составляло 650 человека в 2002 году (86 % русские), 482 человека в 2010 году.